# Гуморальная теория
Гумора́льная тео́рия заключается в представлении о том, что в теле человека текут четыре основные жидкости (гуморы): кровь, флегма (слизь), жёлтая жёлчь и чёрная жёлчь. В норме эти жидкости находятся в балансе, однако избыток одной или нескольких из них вызывает практически все внутренние болезни. Соответственно, лечение заключается в удалении избыточного гумора — обычно это осуществлялось специально подобранным питанием, компенсировавшим недостающий гумор и психологическими мерами. Каждой жидкости соответствовала природная стихия и два «состояния вещества» (сухое/влажное; теплое/холодное), а превалирующее значение той или иной жидкости определяло темперамент, то есть характер человека. Сложившееся постепенно деление на четыре гумора сохранилось в неизменном виде до Средних веков. Сформулированная Гиппократом, гуморальная теория развивалась и дополнялась в Средние века и Новое время, прочно войдя в европейскую медицину на более чем две тысячи лет. Теория темпераментов Гиппократа-Галена до сих пор оказывает влияние на искусство, науку и литературу.

## Формирование теории

### Медицинский аспект
| Гумор        | Стихия | Состояние | Температура | Темперамент |
| ------------ | ------ | --------- | ----------- | ----------- |
| Кровь        | Воздух | влажная   | горячая     | сангвиник   |
| Флегма       | Вода   | влажная   | холодная    | флегматик   |
| Жёлтая жёлчь | Огонь  | сухая     | горячая     | холерик     |
| Чёрная жёлчь | Земля  | сухая     | холодная    | меланхолик  |

Гуморальная теория развилась из учения пифагорейца Алкмеона Кротонского (ок. 500 года до н. э.) о здоровье как равновесии различных качеств. Алкмеон не уточнял количество и природу качеств, это было сделано Филолаем, постулировавшим существование «четырёх принципов здоровья». Через пифагорейцев, для которых число четыре было наполнено глубоким смыслом, и учение о четырёх стихиях Эмпедокла, сложилось представление о человеческом здоровье как единстве микрокосма и макрокосма, состоящих из одних и тех же элементов. При этом разлад в первом влечет болезнь во втором. Последователь Эмпедокла, сицилийский врач Филистион, описывал тело человека, как состоящее из элементов земли, воздуха, огня и воды. В этой научной школе материалистическая тенденция была несколько смягчена, и для описания состояния человека использовались термины «слишком много» или «слишком мало» того или иного элемента, или же в градации их «грубости» и «тонкости». Были также выделены пары качеств: тёплый и влажный, тёплый и сухой, холодный и влажный, холодный и сухой. У Эврифона Книдского гуморы поднимались к голове и вызывали болезни; Тимофей Метапонтский верил, что все они порождаются одной кисло-солёной жидкостью, тогда как Геродик Книдский говорил о двух порождающих жидкостях, кислой и горькой. Последние позднее получили названия лимфы (др.-греч. φλέγμα, [флегма] «мокрота») и жёлчи (др.-греч. χολή, [холе] «жёлчь, яд»), и такого разделения придерживается автор входящего в Корпус Гиппократа трактата «О природе человека».
Во времена Гиппократа для отражения соотношения основных жидкостей («соков») в организме человека, влияющих на его состояние, использовали понятие «красис» (др.-греч. κράσις, слияние, пропорция, смешение), а древнеримские врачи использовали понятие «темпераментум». Предполагалось, что существуют устойчивые индивидуальные различия в соотношениях между химическими системами, регулирующими поведение человека, наиболее устойчивые индивидуальные различия приписывались различиям в смесях нейрогуморальных жидкостей тела.
В то время теории химических факторов описывали в основном климатические и природные явления. Так, в трактате «О воздухе, водах, местностях» Гиппократ описывает вредное воздействие факторов окружающей среды на организм человека и соответственно различные «типы людей» в зависимости от местности, в которой они живут. Гиппократ впервые сделал предположение о четырёх телесных соках и, по преобладанию одного из них в организме, условно разделил людей на различные типы. Описанная позднее теория темпераментов ошибочно приписывается Гиппократу, он делил людей на типы не по темпераменту, а лишь по предрасположенности к заболеваниям.

### Психологический аспект
В IV веке до н. э. у перипатетиков понятие меланхолии было сопоставлено с «божественным безумием» (др.-греч. θεία μανία) Платона и Сократа, и распространено на обычных людей как один из базовых темпераментов.
Эту теорию гораздо позднее развил Гален, он объяснил и описал темперамент как индивидуальное соотношение внутренних химических систем человеческого организма, с преобладанием одного из «жизненных соков». Гален выделял 13 темпераментов, а римский врач Аэций свел их до четырёх и описал темпераменты, «которые традиционно называют гиппократовскими». Различия в соках объясняют и различия в нравах людей, а преобладание одного определяет темперамент человека:
- жёлтой жёлчи (др.-греч. χολή, [холе] «жёлчь, яд»), делающей человека истеричным и хамоватым, «горячим» — холериком;
- крови (лат. sanguis [сангвис, сангуа] «кровь») делающей человека подвижным и весёлым — сангвиником;
- чёрной жёлчи (др.-греч. μέλαινα χολή [мелэна холе] «чёрная жёлчь») делающей человека грустным и боязливым — меланхоликом;
- лимфы (др.-греч. φλέγμα, [флегма] «мокрота»), делающей человека спокойным и медлительным — флегматиком.

Люди с резко выраженными чертами определённого темперамента не так часто встречаются, чаще всего у людей бывает смешанный темперамент в различных сочетаниях. Но преобладание определённых черт даёт возможность отнести темперамент человека к тому или иному типу:
- Холерик — быстрый, порывистый, импульсивный, неуравновешенный, подвержен резкой смене настроений, эмоциональным вспышкам. Холерик обладает огромной работоспособностью.
- Сангвиник — подвижный, живой, легко переживающий неудачи, стремящийся к смене впечатлений. Обладает выразительной мимикой. Продуктивен в работе, когда она ему интересна.
- Меланхолик — сдержан, раним, впечатлителен, склонный к постоянному переживанию даже малозначительных событий, застенчив.
- Флегматик — медлителен, трудно переключаемый с одной деятельности на другую, устойчив и постоянен в стремлениях и настроении, скуп на проявление эмоций.